# Claas

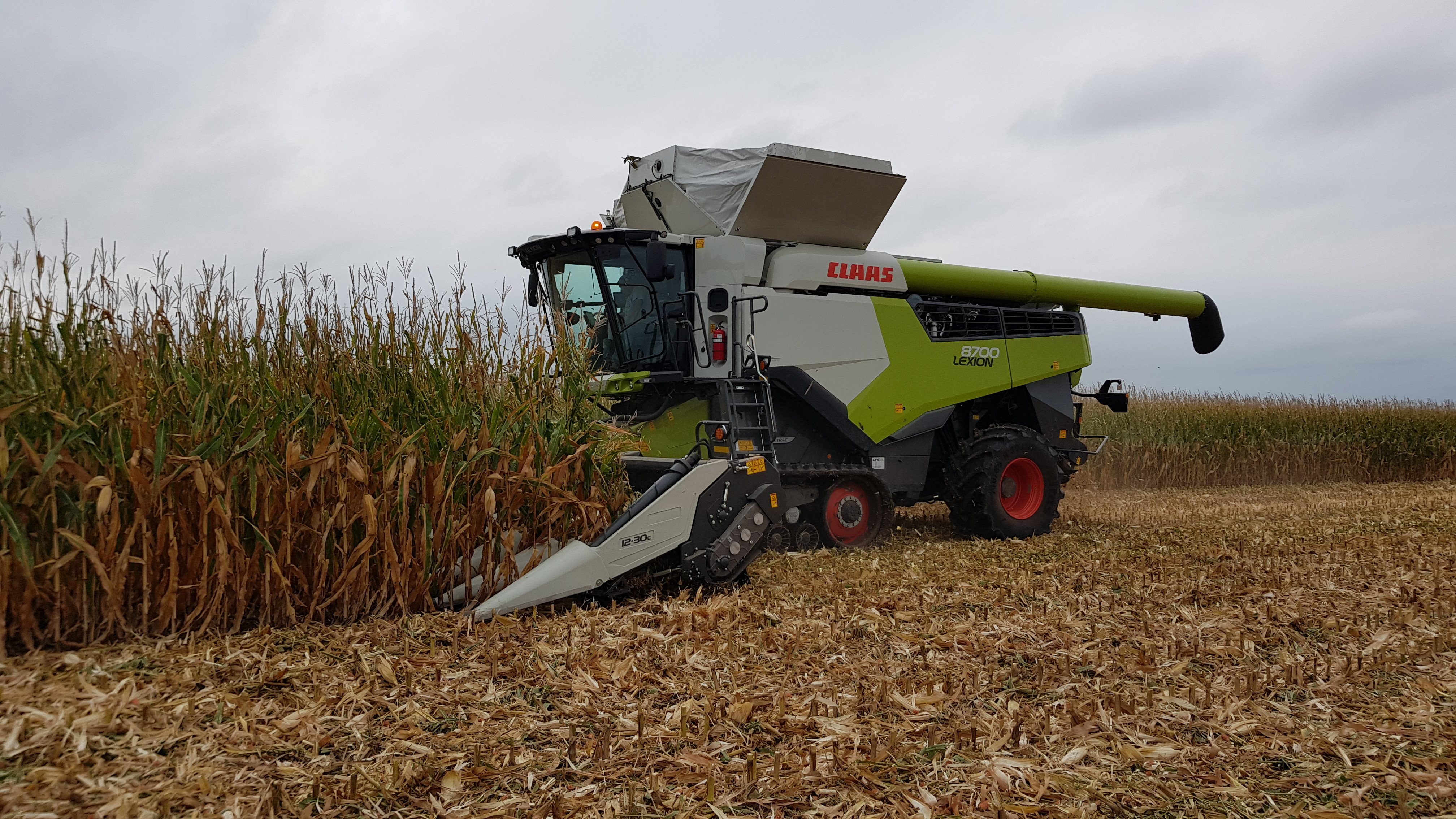
Зернозбиральний комбайн LEXION

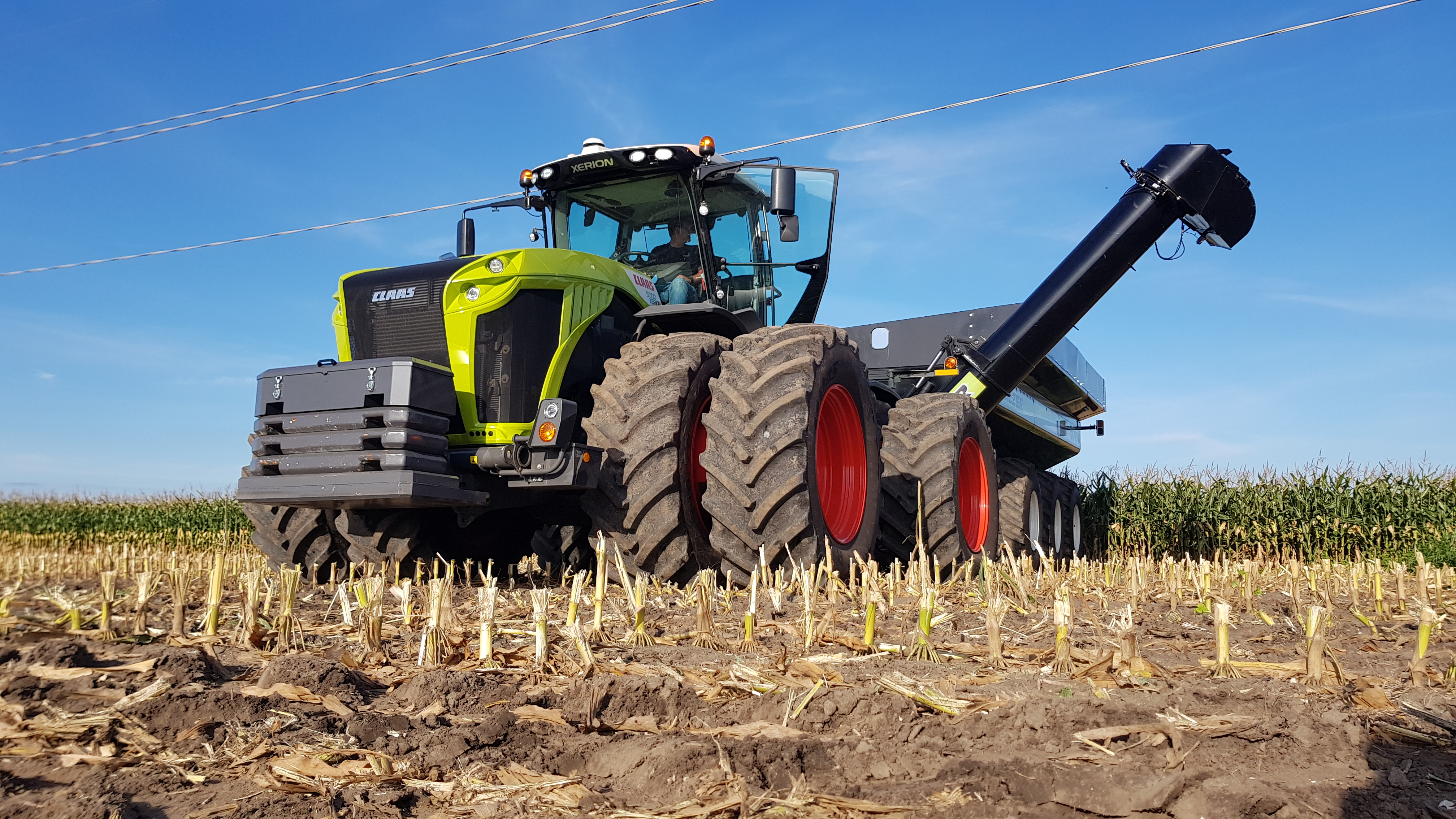
CLAAS XERION

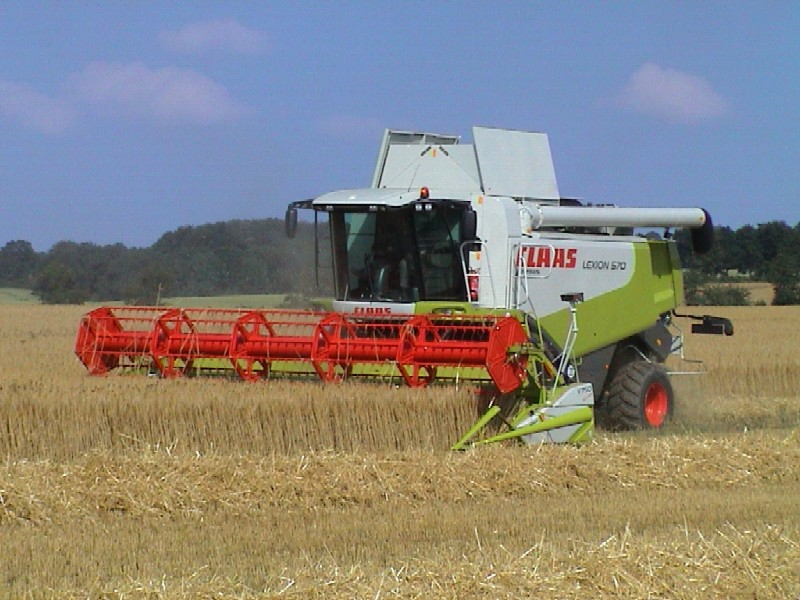
Зернозбиральний комбайн CLAAS LEXION

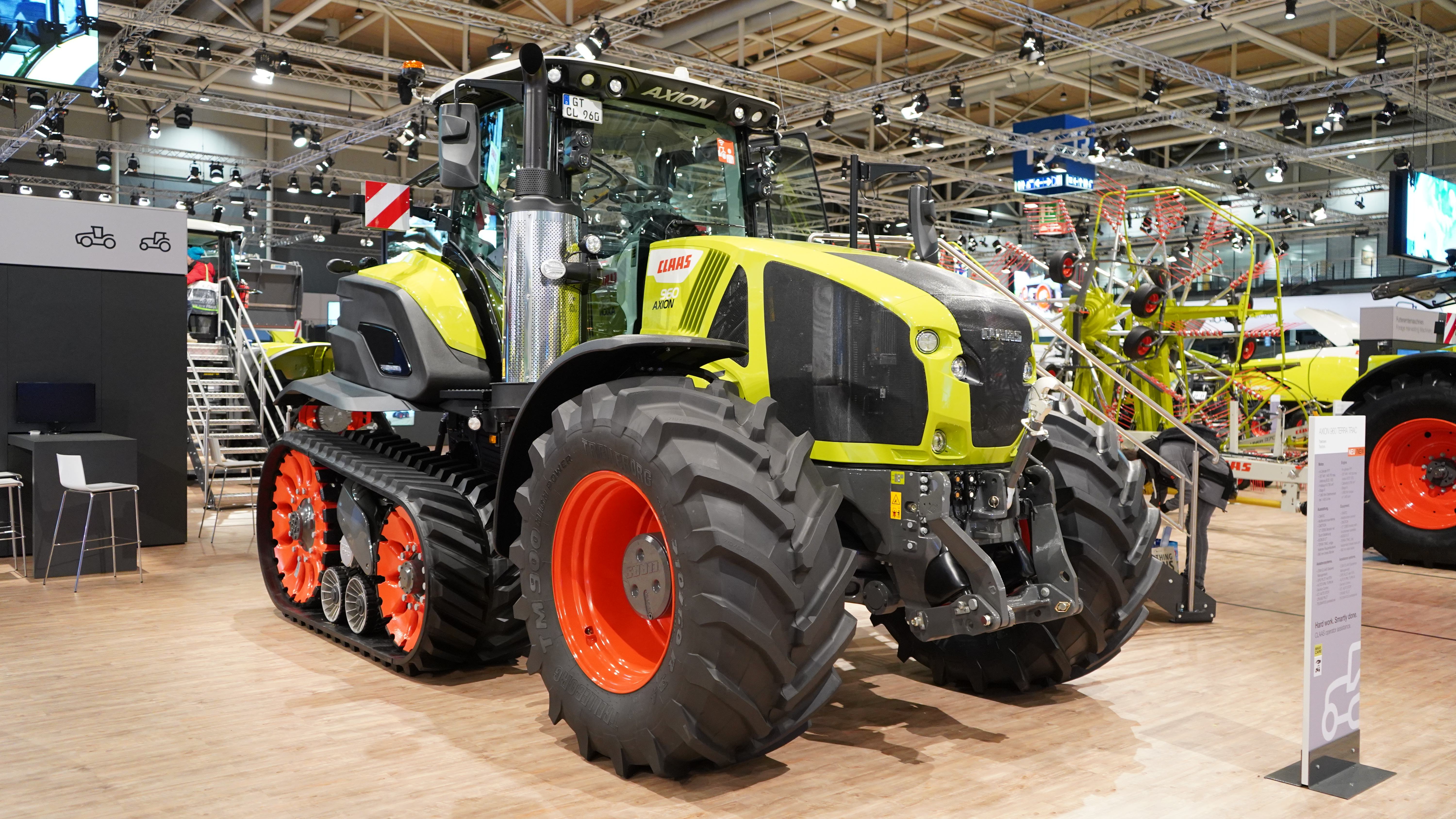
AXION 960 TERRA TRAC

Claas KGaA mbH — німецька машинобудівна компанія зі штаб-квартирою в Гарзевінкелі, один з провідних виробників сільськогосподарської техніки.
Claas — сімейна компанія, яка є одним з лідерів на ринку агротехніки, європейський лідер на ринку комбайнів та лідер світового ринку самохідних кормозбиральних комбайнів. Асортимент продукції включає трактори, прес-підбирачі, косарки, граблі, сінозрушувачі, причепи для силосування, колісні навантажувачі, телескопічні навантажувачі та іншу збиральну техніку, а також найсучасніші інформаційні технології у галузі сільського господарства. У компанії працює близько 11 500 співробітників по всьому світі. У 2019 фінансовому році товарообіг склав близько 3,9 млрд євро. Близько 78,5 % продажів генерується за межами Німеччини.
Володіє 14-ма заводами з виробництва сільськогосподарської техніки в Європі, Азії та Америці.

## Історія
У 1887 році коли Франц Клаас заснував у Кларгольці компанію з виробництва молочних центрифуг. З 1900 року розпочав виробництво інших сільськогосподарських машин, у тому числі прес-підбирачі та різаки для косарок.
Офіційне заснування компанії відбулося у 1913 році, коли син Франца Клааса, Август, зареєстрував підприємство з виготовлення прес-підбирачів зі штатом у два слюсарі та одного некваліфікованого робітника. У 1914 році його брати Франц-молодший та Бернхард також долучилися до справи, після чого компанія продовжила діяльність під назвою «Gebr. Claas». Четвертий брат Тео офіційно приєднався до компанії як партнер у 1940 році.
Після Першої світової війни, у 1919 році, сім'я Клаасів перемістила свою компанію в Гарзевінкель, де придбала недіючий завод та продовжила виробництво. Було розпочато експорт продукції «Claas» до Нідерландів, Франції та Бельгії.
У 1930 році розпочалася розробка першого зернозбирального комбайна. Перший прес-підбирач соломи був виготовлений у 1931 році. У 1936 році компанія випустила перший зернозбиральний комбайн, розроблений спеціально для європейських умов збирання. З 1937 року розпочато серійний випуск зернозбиральних комбайнів. У 1943 році виробництво було призупинено. До цього часу було виготовлено 1400 машин.

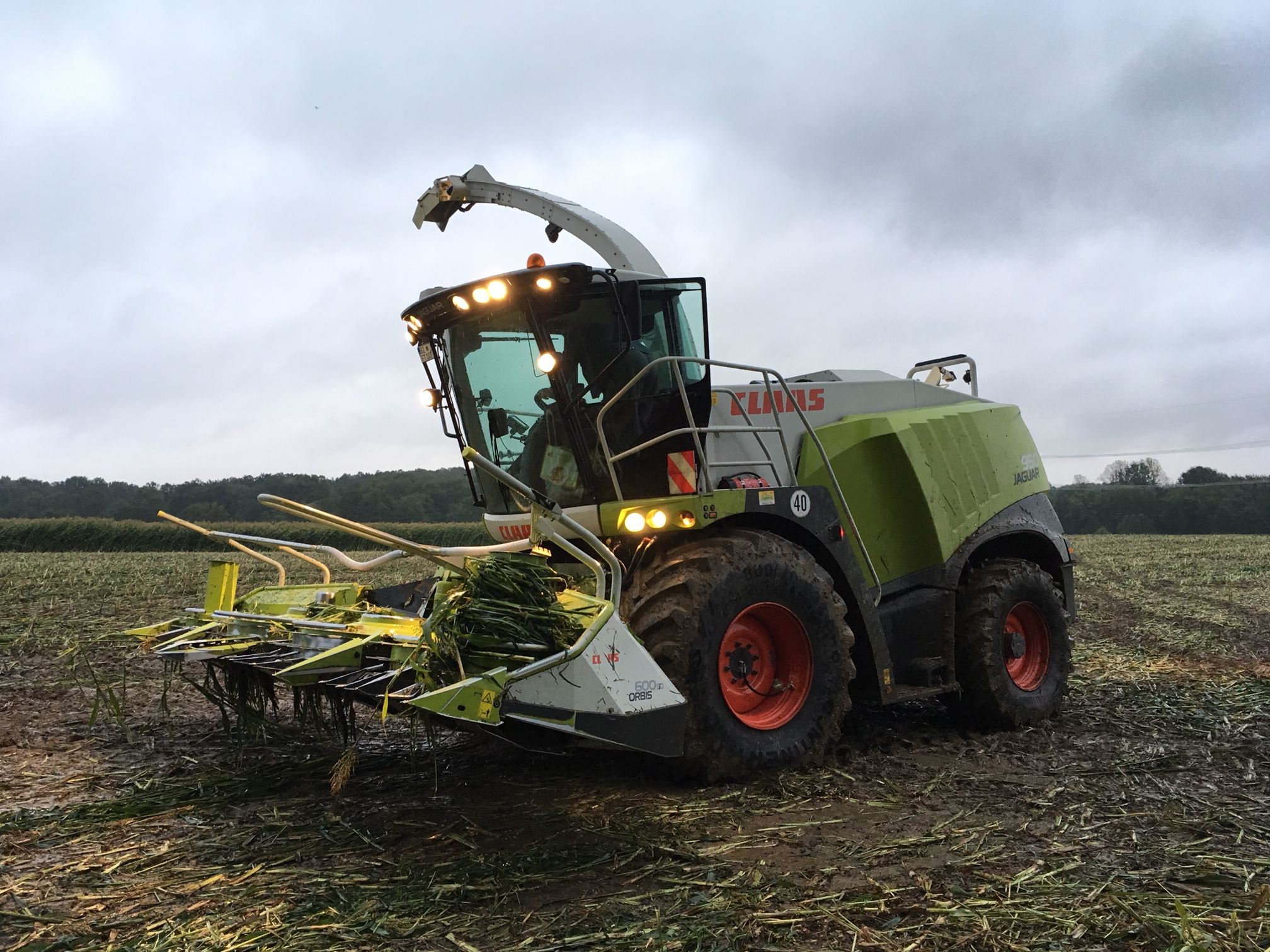
CLAAS JAGUAR

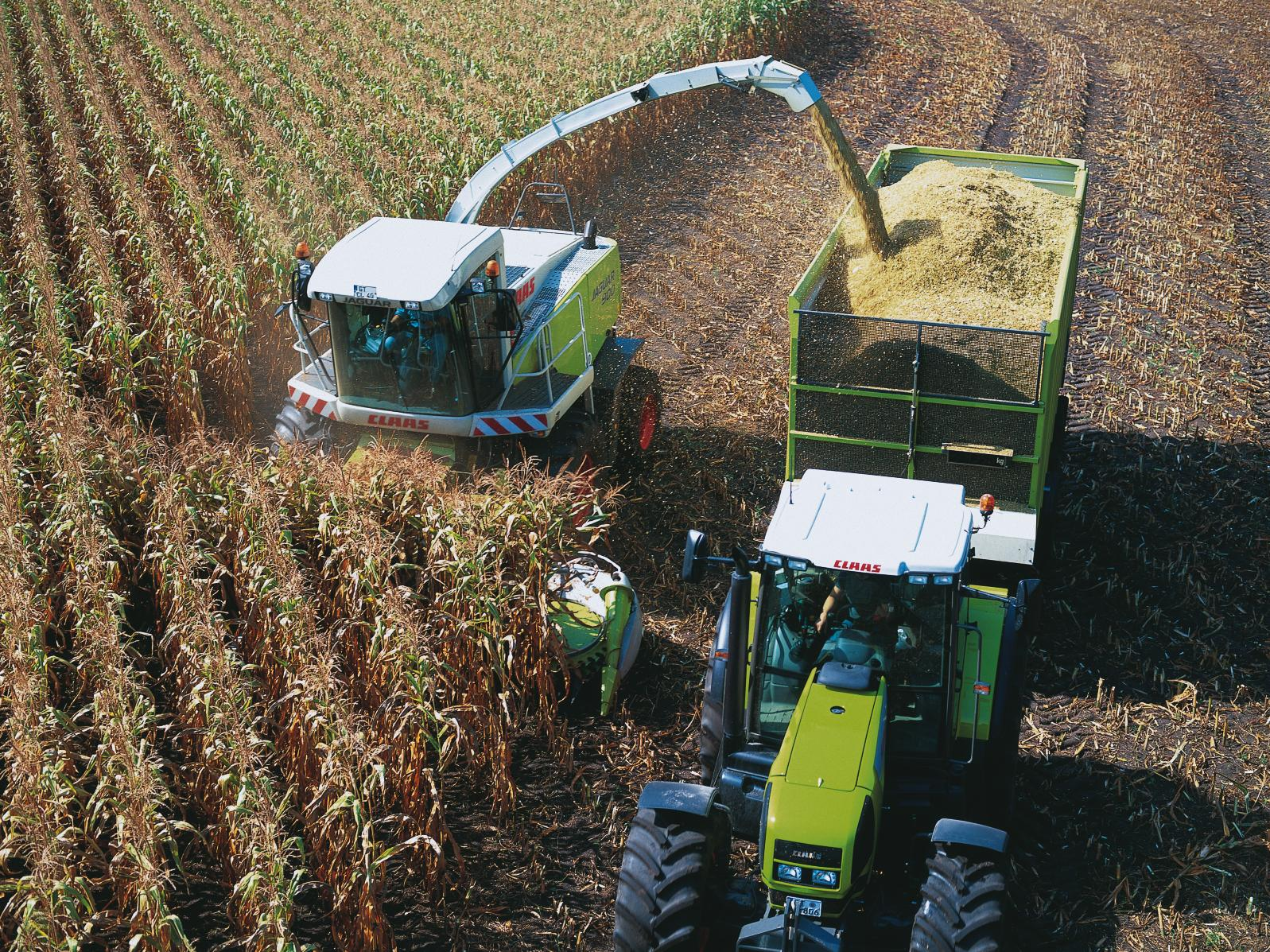
Трактор CLAAS

Паралельно з випуском 1000-го зернозбирального комбайна у 1942 році розпочалася розробка «CLAAS SUPER», що вийшов на ринок у 1946 році. До кінця виробництва у 1978 році комбайнів цього модельного ряду випущено понад 65 000 одиниць.
У 1956 році у Падерборні було запущено новий завод. У 1961 році запущено новий завод з виробництва прес-підбирачів у Меці (Франція), який з 1969 року працює як дочірня компанія «Usines Claas France SA».
У 1962 році Гельмут Клаас, син Августа Клааса, став керуючим директором компанії. На той час «Claas» вже був виробником зернозбиральних комбайнів № 1 у Європі. У 1969 році в Заульгау було придбано «Josef Bautz AG» із заводом по заготівлі кормів. За рік придбано компанію «Speiser» з Геппінгена, яка спеціалізувалася на технологіях заготівлі корму. Компанія продовжувала стабільно рости та представляла нові продукти для заготівлі кормів, такі як косарки, сінозворушувачі, сівалки, навантажувачі та причіпні кормозбиральні комбайни.
У 1978 році Гельмут Клаас обійняв посаду голови правління.
З 1990-х років компанія посилила свою міжнародну присутність у неєвропейських країнах. Нові представництва були відкриті, зокрема, в Індії (1989), США (1999), Росії (2005), Китаї (2012/2014) та Південній Америці. З придбанням контрольного пакета акцій «Renault Agriculture» у 2003 році CLAAS розширила асортимент продукції, включивши до нього стандартні трактори. 11 лютого 2003 року з головного заводу в Гарзевінкелі зійшов 400-тисячний комбайн.
У 2010 році спільне підприємство Uz CLAAS Agro LLC розпочало виробництво техніки Claas в Узбекистані.
У 2011 році «LEXION 770» встановив світовий рекорд, зібравши 675,84 тонни зерна за вісім годин.
У 2017 році з відкриттям нового центру розвитку електроніки у Діссені, Нижня Саксонія, «CLAAS» зробив акцент на цифровізацію та автоматизацію процесів збору врожаю.
З 1 квітня 2023 року компанію очолює генеральний директор Ян-Хендрік Мор.
У 2024 році компанія Claas відзначила виробництво 500 000-го зернозбирального комбайна. У вересні того ж року вона продала своє виробництво в Індії японському виробнику сільськогосподарської техніки та двигунів Yanmar.

## Підрозділи

### Гарзевінкель, Німеччина
Завод у Гарзевінкель розпочав роботу в 1919 році. Зернозбиральні комбайни тут виробляються з 1936 року. На сьогодні тут випущено понад 400 000. «CLAAS» також виробляє кормозбиральні комбайни та трактор «XERION» на головному заводі у Гарзевінкелі. У період з 2000 по 2003 рік завод було розширено, щоб можна було виробляти не тільки готові машини, але й окремі компоненти для інших заводів CLAAS. Машини, вироблені на головному заводі в Гарзевінкелі, перевозять приблизно половину залізничним транспортом, а половину вантажівками. Вибір способу доставки в основному залежить від країни призначення. До Західної Європи (Німеччини, Франції, Іспанії) транспортування здійснюється переважно автомобільним транспортом. До морських портів Бремена та Гамбурга, а також до Південно-Східної та Східної Європи (Польщі, Румунії та країн СНД) переважає залізничний транспорт. Важливість залізничного транспорту відображається в тому, що вже в 1967 році була побудована сполучна залізниця протяжністю 3,1 кілометра.

### Бад-Саульгау, Німеччина
Заводи «CLAAS» у Бад-Заульгау розробляють, випробовують та виготовляють кормозбиральні комбайни та агрегати. Крім того, на цьому виробничому майданчику зосереджено виробництво кормозбирального комбайна «JAGUAR». У Бад-Саульгау також знаходиться центр випробувань технологій заготівлі кормів та Центр компетенції групи автоматики навісного обладнання (TIM) групи «CLAAS».

### Ле-Ман, Франція
Після придбання контрольного пакету акцій «Renault Renault», «CLAAS» з 2003 року на її потужностях зосередив виробництво тракторів. Всі моделі тракторів «CLAAS», крім «XERION», випускаються на заводі в Ле-Мані.

### Мец, Франція
На заводі «CLAAS» у Меці, де працює 400 працівників, виготовляють прес-підбирачі. З початку виробництва у 1958 році було виготовлено понад 300 000 одиниць. Кожен тип прес-підбирача виготовляється на власній лінії зварювання та обробки листового металу. Це економить дороге переобладнання та дозволяє одночасно виготовляти всі моделі.

### Терексентмілош, Угорщина
800 співробітників зайняті на угорському підрозділі у Терексентмілоші, на південний захід від Будапешта. Він є частиною групи «CLAAS» з 1997 року і перетворився на центр виробництва для куттерних та барабанних косарок.

### Колумбус (Індіана) та Омаха (Небраска), США
Комбайни «CLAAS» для збору у північноамериканських умовах випускаються з 1950-х років. З часу заснування у 1979 році дочірньої «CLAAS of America» (COA) та початку випуску техніки у Колумбусі, з 1981 році продажами продукції розпочали займатися офіційні дилери «CLAAS». З ростом бізнесу в США департамент запасних частин у Колумбусі, який оперує ринками США та Канади, також був значно розширений.
Виробничий майданчик «CLAAS Omaha» (COL) випускає зернозбиральні комбайни «LEXION» з 1999 року. Компанія має також підрозділ з розробки та випробування техніки. Завод розташований у найбільшому районі вирощування зернових в США і спочатку експлуатувався у співпраці з «Caterpillar», однак з 2002 року повністю належить «CLAAS». На сьогодні комбайни «LEXION» у США продаються через мережу дилерських агенцій. До 2019 року комбайни, вироблені в Омасі, мали жовто-чорну ліврею. З початком виробництва нової серії моделей «LEXION» для ринку Північної Америки на заводі в Омасі, кольорова гамма продукції змінена на типову зелено-біло-червону.

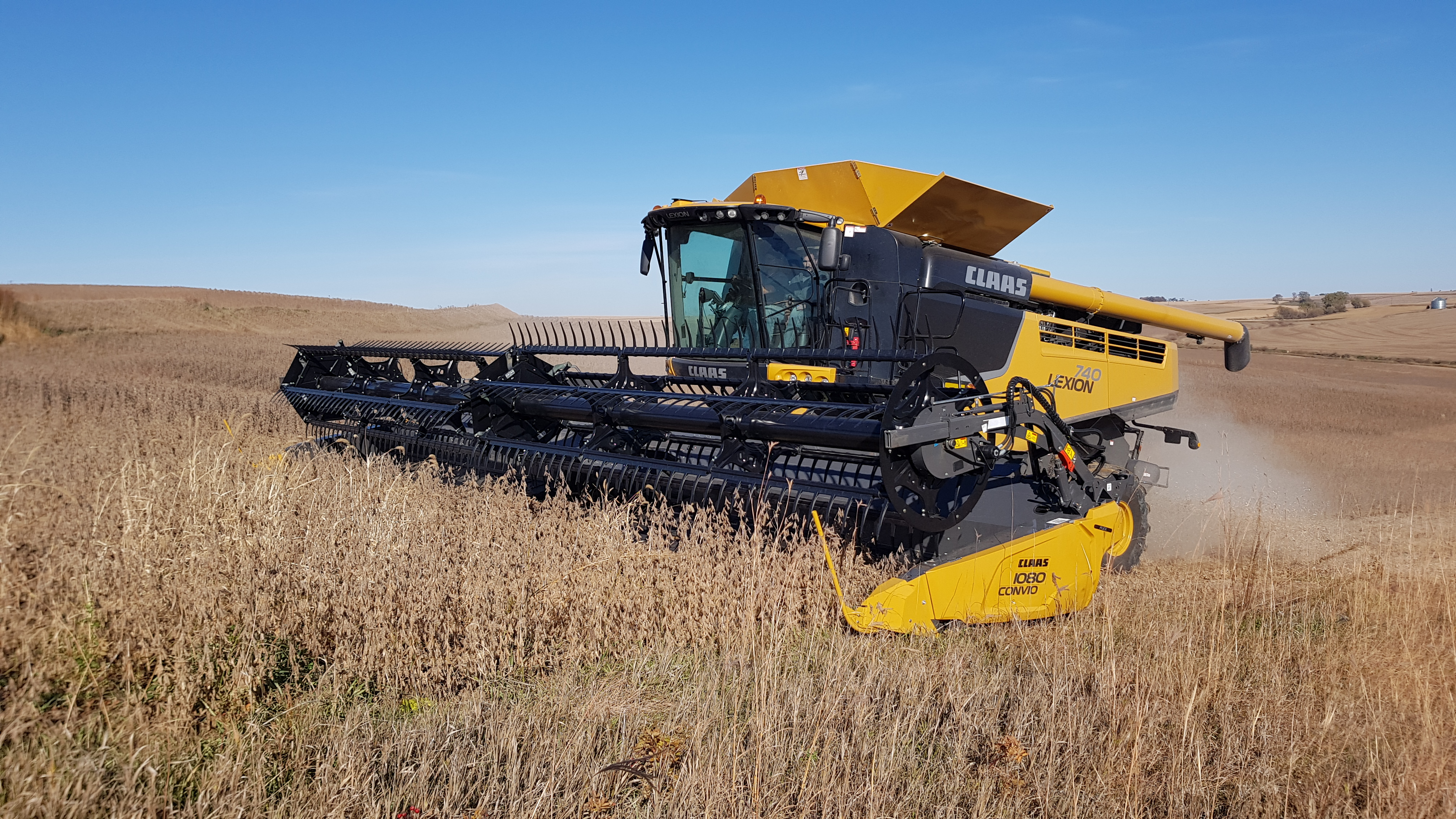
CLAAS LEXION 740 жовто-чорній лівреї

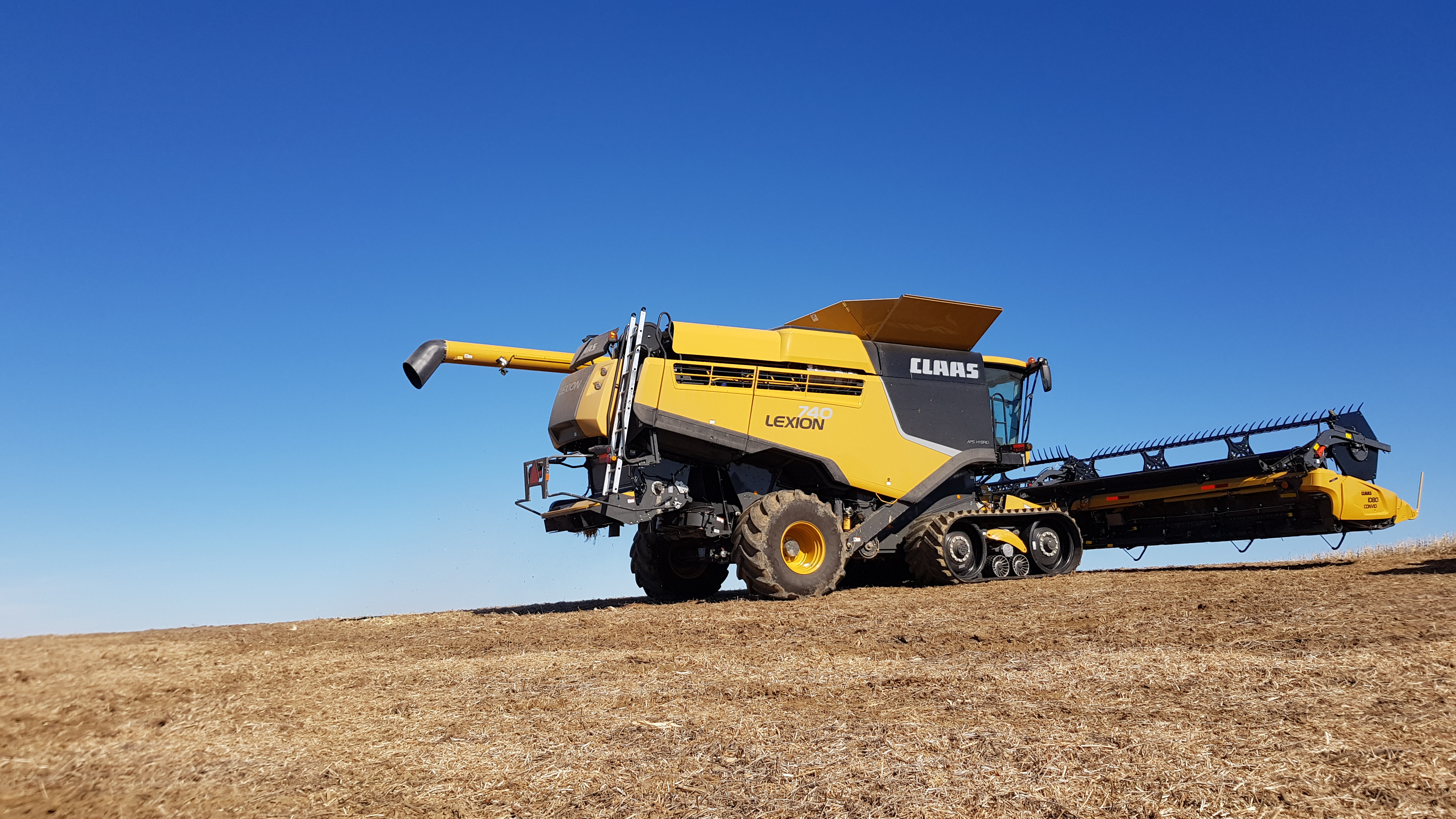
CLAAS LEXION 740 у жовто-чорній лівреї

### Краснодар, Росія
Завод у Краснодарі розпочав роботу у 2005 році. Його запуск зробив «CLAAS» першим великим виробником сільськогосподарської техніки, який експлуатував власні виробничі потужності у Росії. Виробнича база в Краснодарі розрахована на виробництво 1000 машин на рік і має на меті перетворитися на місцевий центр передового досвіду в галузі сільського господарства. У 2015 році компанія інвестувала 120 млн євро у розширення заводу. Зернозбиральні комбайни випускаються там на всіх етапах виробництва.

### Санчалес, Аргентина
З 1950-х років «CLAAS» продавав збиральні комбайни до Аргентини. Місцева філія працює з 2000 року в місті Санчалес. У країні працюють ще 5 сервісних центрів.
У 2006 році «CLAAS Argentina» запустила новий завод, який у 2013 році почав випускати зернозбиральний комбайн «TUCANO». На підприємстві випускаються моделі «TUCANO 570», «TUCANO 470» та «TUCANO 560».
У місті Амегіно, Буенос-Айрес, «CLAAS» виробляє жатки та інше обладнання і комплектуючі.

### Чандігарх, Індія
«CLAAS» відкрив завод поблизу Чандігарха у 2008 році. Завод розрахований на виробництво 900 зернозбиральних комбайнів на рік. Зернозбиральний комбайн «CROP TIGER» в основному виробляється на заводі в Чандігарсі як у колісних, так і у гусеничних версіях «TERRA TRAC». Завдяки гусеничній тязі ця машина особливо підходить для вологих ґрунтів і тому продається в Південній Індії, Шрі-Ланці, Південній Кореї та інших країнах Південносхідної Азії. Колісна версія «CROP TIGER» в основному використовується в сухих умовах, притаманних для Північної Індії, Близького Сходу та Африки.